# Шатонёф-сюр-Шарант (кантон)
Шатонёф-сюр-Шара́нт (фр. Châteauneuf-sur-Charente) — кантон во Франции, находится в регионе Пуату — Шаранта, департамент Шаранта. Входит в состав округа Коньяк.
Код INSEE кантона — 1612. Всего в кантон Шатонёф-сюр-Шарант входят 15 коммун, из них главной коммуной является Шатонёф-сюр-Шарант.
Население кантона на 2007 год составляло 7 827 человек.
Коммуны кантона:
- Анжак-Шарант
- Бирак
- Боннёй
- Бутвиль
- Вибрак
- Вивиль
- Грав-Сент-Аман
- Малавиль
- Монак
- Нонавиль
- Сен-Симё
- Сен-Симон
- Тузак
- Шатонёф-сюр-Шарант
- Эравиль